# الغبي
الغبي بلدة أثرية في ولاية عبري في محافظة الظاهرة في سلطنة عمان. تبعد حوالي 7 كيلومترات عن مركز الولاية، ولها إرث تاريخي غائر بجذوره في أعماق التاريخ العُماني. وكانت بلدة الغبي من أهم مستودعات الحبوب وزراعتها ومركزاً تجارياً ذا سمعة وصيت منذ مئات السنين.
وتحتوي البلدة الأثرية على أربع حارات كل منها تنفرد بسور وبأربعة أبواب من الجهات الأربع حيث ظلت هذه الشواهد صامدة إلى يومنا هذا بالرغم من عوامل المتغيرات البيئية وغيرها.
تعاقب الولاة على بلدة الغبّي بتعاقب الحكم في عُمان سواء في عصر الأئمة أو السلاطين، وكثرة القلاع والحصون بها خير شاهد على ذلك كحصن الإمام، وبيت الجص، وحصن الغبّي، وغيرها من المعالم التاريخية التي تعكس أهمية هذه البلدة في الفترة الماضية. وأضاف الناصري: إن بلدة الغبي كانت محط أنظار كل من كان يطمح للسلطة والنفوذ، ولذلك تسلطت عليها بعض القبائل في القرن العاشر الهجري حتى خلصها الإمام ناصر بن مرشد اليعربي من سطوتهم بعدما بويع بالإمامة في عام 1034 هجرية، حيث قال ابن قيصر في كتابه (سيرة الإمام ناصر بن مرشد): "ثم أقبل عليه الشيخ خميس بن رويشد يستظهره على الظاهرة، فجهز الإمام جيشا وسار بنفسه وكان الله حافظه وناصره حتی نزل بالصخبري من بلاد السر الفاخرة، ونصره أهلها بالمال والرجال، وسار منها قاصدًا حصن الغبي).